# Idiocera longipennis
Idiocera longipennis är en tvåvingeart som först beskrevs av Alexander 1935.  Idiocera longipennis ingår i släktet Idiocera och familjen småharkrankar. Inga underarter finns listade i Catalogue of Life.